# Budišovice
Budišovice település Csehországban, a Opavai járásban. Budišovice Horní Lhota, Hrabyně, Kyjovice, Mokré Lazce és Pustá Polom településekkel határos. Lakosainak száma 788 fő (2024. január 1.).

## Népesség
A település lakosságának változását az alábbi diagram mutatja:
| Lakosok száma | 355  | 380  | 374  | 421  | 405  | 674  | 706  | 756  | 769  | 788  |
|               | 1869 | 1900 | 1921 | 1961 | 1980 | 2011 | 2016 | 2019 | 2021 | 2024 |